# Attiéké

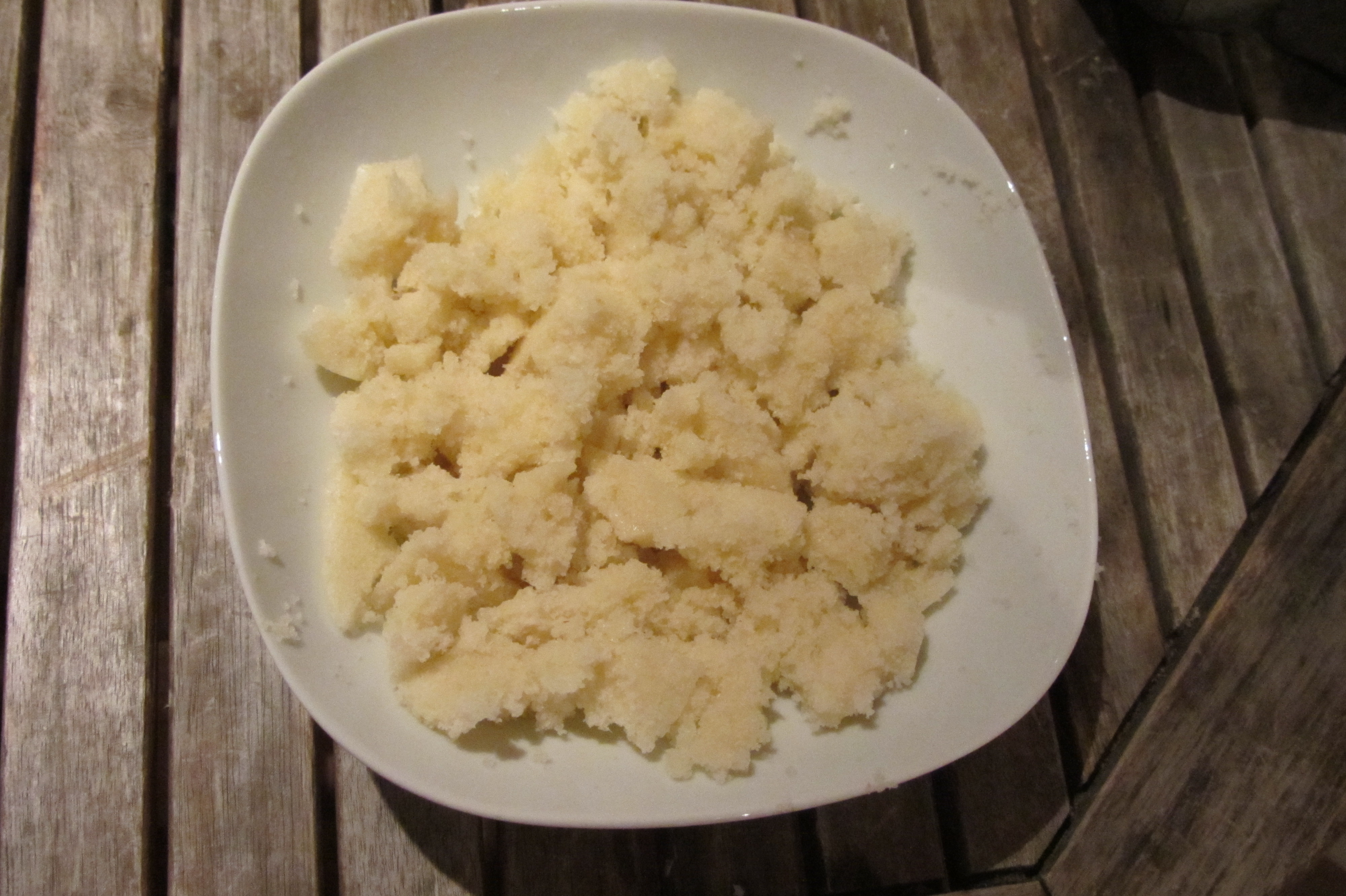
En tallrik med attiéké

Attiéké (även stavat acheke) är en sidorätt gjord av maniok och är en del av matkulturen i Elfenbenskusten i Afrika. Rätten framställs från jäst maniokmassa som har blivit riven eller granulerad. Torkad attiéké görs också och har en liknande textur som couscous. Det är en vanlig och traditionell rätt i Elfenbenskusten som har sitt ursprung från den södra delen av landet. Metoder för tillagning av rätten är välkända i Elfenbenskusten och även i Benin. I Elfenbenskusten serveras rätten ofta med kedjenou, en långsamt kokande stuvning. Färsk attiéké blir dålig snabbt och bör konsumeras inom 24 timmar efter tillagning. Dess korta varaktighet har skapat vissa problem med distributionen från lantliga områden till stadsområden.